# Dreize
Dreize was een kleine supermarkt-keten uit de provincie Groningen die werd opgericht door kruidenier Johannes Dreize. Dreize stamt uit een familie van molenmakers. Bijzonder is dat Johannes eigenlijk geen Dreize kind was, maar vader Dreize erkend de zoon van zijn vrouw (Huiting was de originele achternaam van Johannes). Zijn vader Heijo Dreize begon aan de Meeuwerderweg in Groningen een winkel in kruidenierswaren en vleeswaren en kocht in 1928 een tweede winkel aan de Kerklaan 65.
In 1931 koopt Dreize het pand aan de Kerklaan 75, in 1933 neemt Johannes de winkels over en in 1935 wordt een filiaal geopend aan de Heymanslaan. De zus van Dreize begint aan de Parkweg ook een kruidenierswinkel.
In 1938 was de keten uitgegroeid tot vier winkels nadat familieleden eveneens winkels startten. In 1953 bouwde Johannes Dreize jr. zijn winkel aan de Meeuwerderweg in Groningen om tot een zelfbedieningszaak in 1957 wordt ook de winkel aan de Kerklaan omgebouwd. In de jaren erna groeit de keten uit tot negen supermarkten en vier slijterijen.
In 1979 koopt Dreize een slijterij en fietsenhandel en begint de Prosit-slijterij; in 1983 wordt een nieuw distributiecentrum geopend aan de Stockholmstraat in Groningen. Het gehele Dreize-concern wordt in 1989 verkocht aan het Friese familiebedrijf Nieuwe Weme. Voor klanten komt de verkoop volledig onverwacht. Nieuwe Weme gaat later weer op in het Laurus-concern.